# Kaknäs

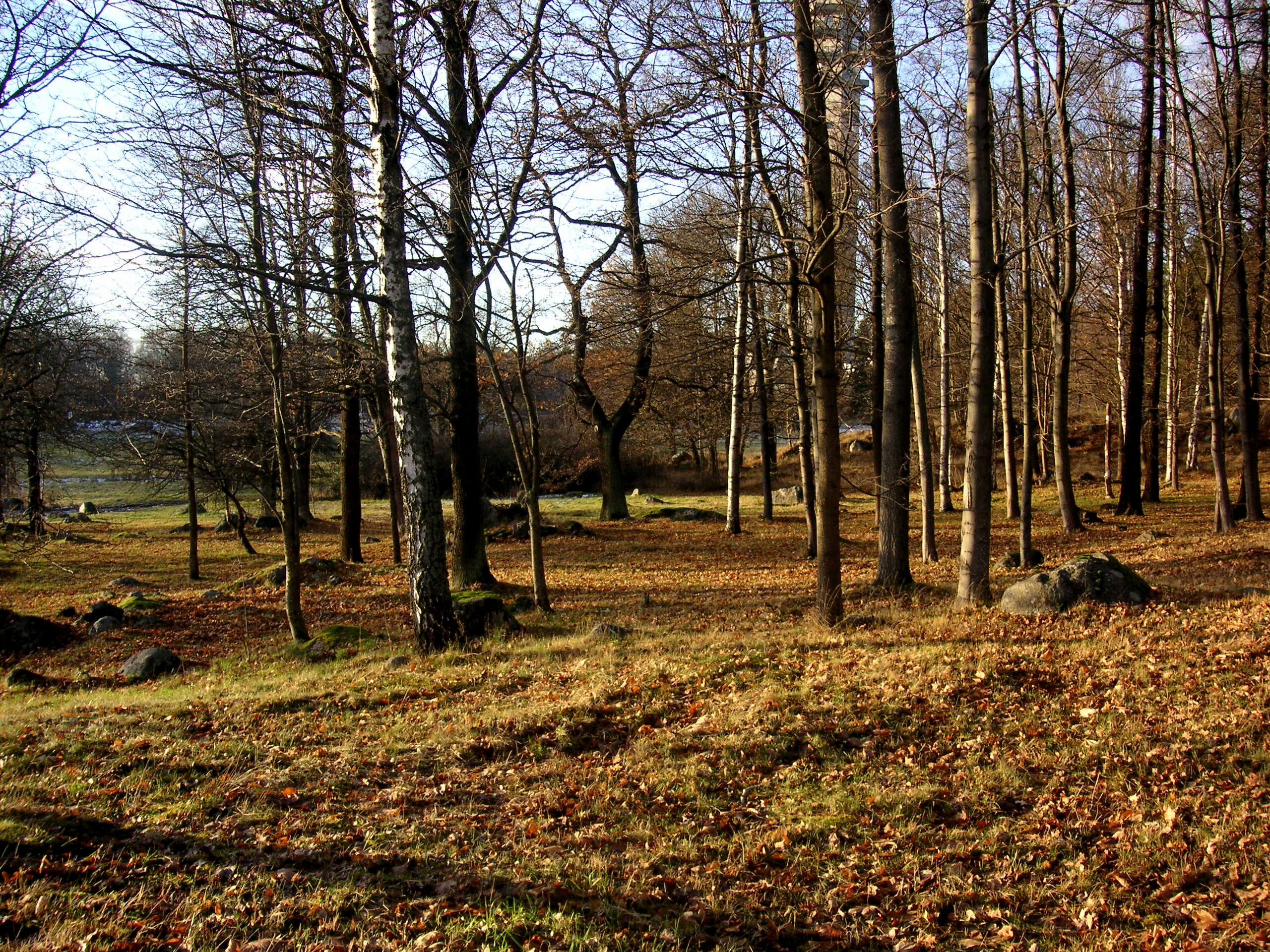
Teile des Gräberfelds in Kaknäs

Kaknäs war ein ehemaliges Dorf in Stockholmer Stadtteil Ladugårdsgärdet.

## Geschichte
In Kaknäs befindet sich ein Gräberfeld mit 30 sichtbaren Gräbern aus der Eisenzeit (375–1050 n. Chr.). Die Gräber bestehen aus elf Grabhügeln und 19 meist runden Steinschnitzereien. Eines dieser Gräber, welches von Wissenschaftlern untersucht wurde, stammt nach deren Erkenntnissen aus der Zeit der Wikinger. Es enthielt verbrannte Knochen, Reste eines Tongefäßes und Eisennieten. In der Antike war das Gebiet eine Insel, die vollständig von Wasser umgeben war. Diese und andere archäologische Funde haben dem Kaknästurm seinen Namen gegeben.
Während den Olympischen Sommerspielen 1912 wurden auf der Kaknäs skjutbanor die Schießwettbewerbe und das Schießen des Modernen Fünfkampfs ausgetragen.